# Sara machts
Sara machts war eine zwischen 2006 und 2016 wöchentlich erscheinende 25-minütige Unterhaltungssendung moderiert von Sara Bachmann. Die Sendung wurde 2008 für den Schweizer Fernsehpreis nominiert.

## Konzept
Die Zuschauer dürfen für jede Folge die nächsten Aufgaben für Moderatorin Sara Bachmann bestimmen, was Einblick in bisher unbekannte Tätigkeitsfelder verschafft. Jede Woche jeweils freitags erfolgte die Erstausstrahlung der neuen Folge.

## Entstehung und Veröffentlichung
Das Format entstand 2006. Das Konzept dazu entwickelte Sara Bachmann selbst. Produziert wurde zunächst mit dem Sender Tele M1. Seit 2009 lief die Produktion über Bachmanns eigene Firma Sara machts GmbH, Schenkon (Kanton Luzern). Ausgestrahlt wurde die Sendung auf Tele Top, TELE Z, TeleNapf – Tele Zentralschweiz, CHTV, TV Südostschweiz, TVO, Gemeinde TV und TV Oberwallis. Online ist Sara machts unter anderem auf YouTube zu sehen. Die 449. und letzte Folge ging im August 2016, auf den Tag genau zehn Jahre nach der ersten Folge, über die Sender.